# St. Mary’s (Alaska)
St. Mary’s ist ein Ort mit dem Status einer City in der Kusilvak Census Area in Alaska. Das U.S. Census Bureau hatte bei der Volkszählung 2020 eine Einwohnerzahl von 599 ermittelt. Das Eskimo-Dorf liegt im Yupik-Sprachenraum.

## Geographie
St. Mary’s befindet sich im Westen von Alaska am rechten Flussufer des Andreafsky River, 3,5 km oberhalb dessen Mündung in den Yukon River. Der etwa 27 m hoch gelegene Ort befindet sich im Schutzgebiet Yukon Delta National Wildlife Refuge. St. Mary’s verfügt über einen Flugplatz. 6 km westsüdwestlich befindet sich Pitkas Point, 28 km westlich Mountain Village, beide am Nordufer des Yukon River. Zu beiden Orten führt eine Straße, die im Winter nicht befahrbar ist.

## Geschichte
St. Mary’s geht auf eine Siedlung zurück, die 1899 als Versorgungsdepot und Winterquartier der Flussbootsflotte der Northern Commercial Company gegründet wurde. Der Ort hieß ursprünglich „Andreafsky“, bezugnehmend auf die Familie Andrea, die dort zu jener Zeit lebte. Eine russisch-orthodoxe Kirche wurde errichtet. 1903 errichteten Jesuiten eine Mission 90 km nordwestlich von St. Mary’s. Dieser Ort war als „Akulurak“ (⊙) bekannt. Die Mission kümmerte sich um Waisenkinder, da 1900–1901 viele Indigene an einer Grippe-Epidemie starben. Der Flussarm (Slough), an dem Akulurak lag, versandete später allmählich, so dass die Dorfbewohner von Akulurak in den späten 1940er Jahren nach St. Mary’s übersiedelten und dort eine neue Mission errichteten. In den Folgejahren zogen noch mehr Indigene aus der Umgebung wegen der Jesuiten-Mission nach St. Mary’s. Im Jahr 1967 wurde das Gebiet um die Mission zur „City of Saint Mary’s“ erhoben, während Andreafsky eigenständig blieb. 1980 entschieden sich die Bewohner von Andreafsky für deren Eingemeindung in die City. 1987 schloss die katholische Kirche die Missionsschule. Heute ist St. Mary’s eine Eskimogemeinde, die hauptsächlich vom Fischfang und von Subsistenzwirtschaft lebt. In St. Mary’s ist der Verkauf von Alkohol verboten.

## Demografie
Zum Zeitpunkt der Volkszählung im Jahre 2020 (U.S. Census 2020) hatte St. Mary’s 599 Einwohner auf einer Landfläche von 115,53 km². Von den Einwohnern waren 25 Weiße, 557 amerikanisch-indianischer Abstammung sowie ein Asiate.
Beim Zensus im Jahr 2000 wurden 500 Einwohner gezählt, 2010 waren es 507.